# ماكس فون هاوزن
ماكس فون هاوزن (بالألمانية: Max von Hausen)‏ (و. 1846 – 1922 م) هو سياسي ألماني، ولد في درسدن، ويحمل رتبة عسكرية غنرال أوبرست، توفي في درسدن، عن عمر يناهز 76 عاماً.

## مناصب
تولى منصب رئيس وزراء ساكسونيا ‏
.

## جوائز
حصل على جوائز منها:
- نيشان فرسان العقاب الأسود
- ترتيب النسر الأحمر
- صليب حديدي
- وسام الاستحقاق العسكري
- Order of the Zähringer Lion [الإنجليزية]‏
- Military Order of St. Henry [الإنجليزية]‏
- وسام ألبرت الملكي الساكسوني [الإنجليزية]‏
- Order of the Rue Crown [الإنجليزية]‏
- Grand Cross of the Imperial Order of Leopold  [لغات أخرى]‏
- Order of the Crown (Württemberg) [الإنجليزية]‏